# Droit au logement
Pour les articles homonymes, voir Droit au logement (homonymie).
« DALO » redirige ici. Pour l’article homophone, voir Dalot.

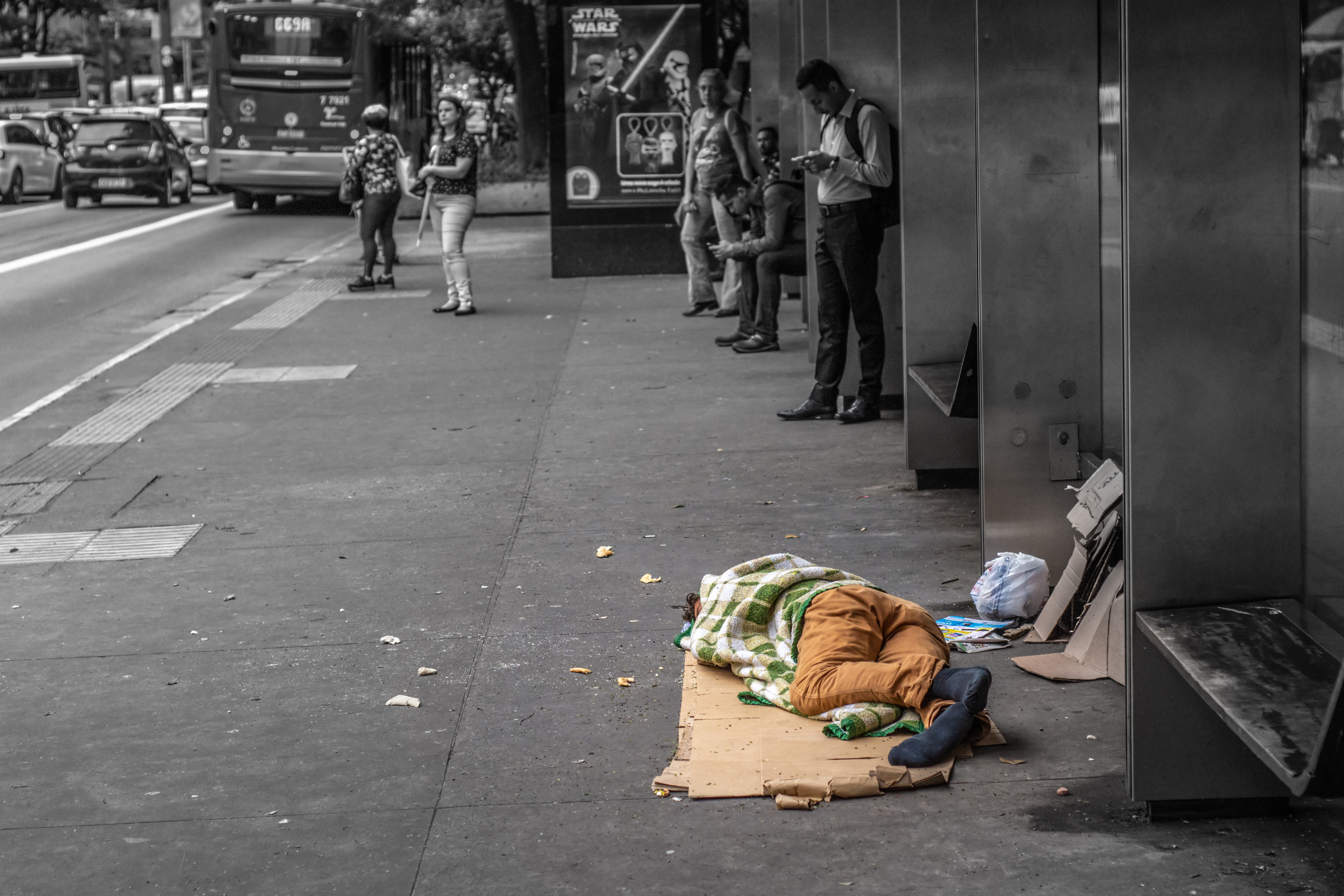
Sans-abri dormant sur un trottoir de l'Avenue Paulista (à São Paulo au Brésil).

Le droit au logement est un droit économique et social à bénéficier d'un logement convenable ou d'un abri. Il est reconnu par plusieurs textes internationaux (notamment la Déclaration universelle des droits de l'homme) et dans les constitutions de plusieurs pays (notamment  celles de l'Espagne, la Finlande, le Portugal, la Grèce et la Suisse).

## Droit international

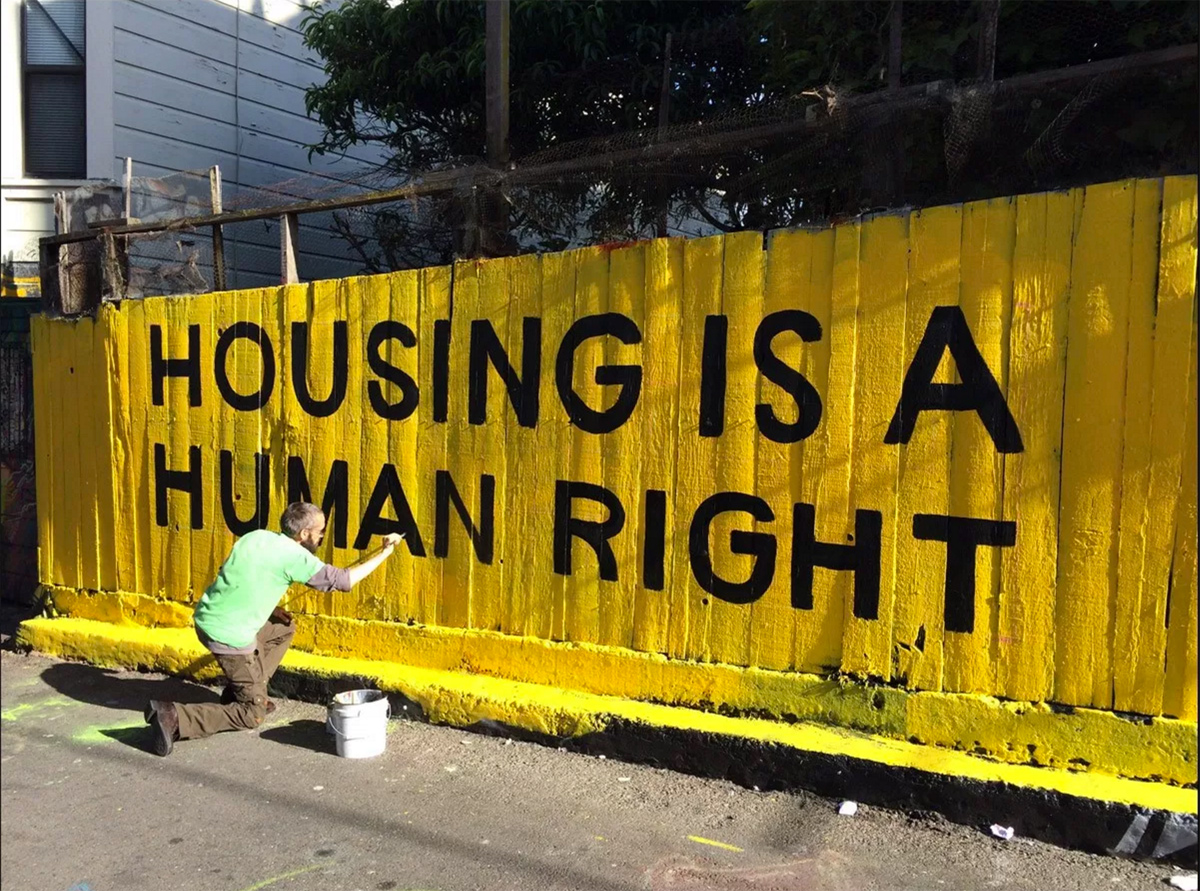
« Se loger est un droit humain ».

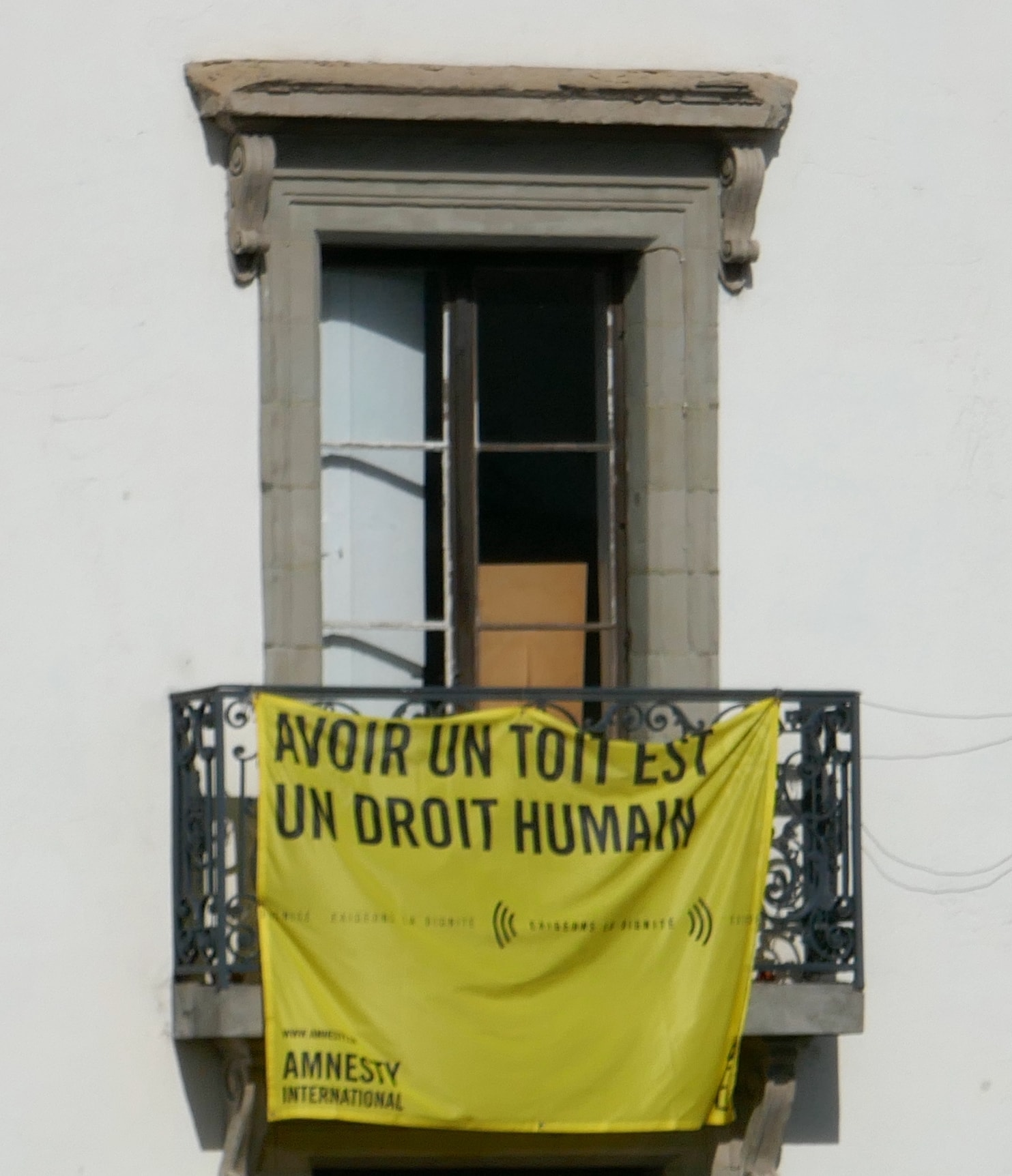
« Avoir un toit est un droit humain ».

Le droit au logement est inscrit dans plusieurs textes internationaux de droits de l'homme et dans plusieurs instruments régionaux dont la Charte sociale européenne et la Convention relative aux droits des personnes handicapées.
Le Pacte international relatif aux droits économiques, sociaux et culturels affirme dans son article 11 : « Les États parties au présent Pacte reconnaissent le droit de toute personne à un niveau de vie suffisant pour elle-même et sa famille, y compris une nourriture, un vêtement et un logement suffisants, ainsi qu'à une amélioration constante de ses conditions d'existence. Les États parties prendront des mesures appropriées pour assurer la réalisation de ce droit et ils reconnaissent à cet effet l'importance essentielle d'une coopération internationale librement consentie »
Il figure aussi dans la Déclaration universelle des droits de l'homme.
Et le principe 15 des Principes de Jogjakarta, sur le droit international des droits de l'homme en manière d'orientation sexuelle et d'identité sexuelle aussi affirme que « toute personne a droit à logement convenable, y compris à une protection légale contre l'expulsion, sans discrimination fondée sur l'orientation sexuelle ou l'identité de genre ».
La nature précise et l'étendue d'un tel droit restent néanmoins sujets à interprétation et variation.
En particulier, se pose concrètement la question de qui (tout le monde ? seulement les plus nécessiteux ?) peut réclamer quoi (un permis de construire ? un logement, mais de quelle nature ? où, dans quel délai... ?) à qui (l'État ? un échelon territorial géographique ? un organisme ad hoc ? ...), par quelle voie (administrative ? Judiciaire ?). Le logement social est une des matérialisations de la notion de droit au logement. Une question importante est la possibilité ou non de saisir un tribunal, l'expression (discutable dans ce contexte) « droit opposable » s'étant imposée pour ce critère.

### À l'ONU

Logo simplifié UN Habitat.

Le droit à un logement convenable a été une question-clé du sommet sur l'Habitat de 1996 à Istanbul, et au cœur de l'Accord d'Istanbul et du Programme pour l'habitat. Le paragraphe 61 de l'ordre du jour identifie les mesures requises par les gouvernements pour « promouvoir, protéger et assurer la réalisation pleine et progressive du droit à un logement convenable ». Le sommet sur l'Habitat de 2001 (dit Istanbul +5), a réaffirmé l'Accord d'Istanbul et le Programme pour l'habitat de 1996, et a établi le Programme des Nations unies pour les établissements humains pour promouvoir le droit au logement en coopération avec le Haut-Commissariat aux droits de l'homme. Connu sous le nom d'ONU-HABITAT, ce programme est le forum international le plus important pour le droit au logement. Il promeut les droits au logement à travers des campagnes de sensibilisation, et de développer des références et des systèmes de suivi.[1]
L'ONU et sa rapporteuse Leilani Farha déplorent une tendance à la prédation de logements par une finance dérégulée via des fonds vautour appuyés sur les paradis fiscaux et le blanchiment, au détriment de la diversité de l'accès au logement convenable et abordable, et au logement social,. 
Elle monte la structure SHIFT pour résister à cet accaparement.

## Par pays

### Belgique
Depuis 1994, le droit au logement est inscrit dans la Constitution belge. L'article 23 de la Constitution énonce : « Chacun a le droit de mener une vie conforme à la dignité humaine ... le droit à un logement décent. » Mais le logement et ses charges croissantes grèvent lourdement le budget des ménages.

### Canada
Au Québec (et ailleurs au Canada), le droit à un logement convenable n'est pas explicitement prévu dans la Charte des droits et libertés de la personne ou la Charte canadienne des droits et libertés. Les États généraux du travail social ont recommandé l'inclusion d'un droit au logement dans la Charte québécoise. Il existe certes un « droit au maintien dans les lieux » en vertu du Code civil du Québec, mais ce droit vise le maintien dans les lieux de personnes qui ont déjà un logement et empêche l'éviction arbitraire pour des raisons non autorisées par la loi.
Le droit au logement est mentionné à l'article 11 du Pacte international relatif aux droits économiques, sociaux et culturels (PIDESC). Le Canada n'a pas mis en œuvre ce traité international au moyen d'une loi constitutionnelle de mise en œuvre, bien qu'il ait adhéré à ce traité. Au moment de rédiger la Charte canadienne des droits et libertés, son choix a été de seulement mettre en œuvre le Pacte international relatif aux droits civils et politiques (PIDCP). Toutefois, en vertu d'une jurisprudence de la Cour suprême, les Chartes sont interprétées en fonction d'une présomption de conformité aux deux pactes internationaux. La présomption de conformité a permis à la Cour suprême de conclure que le droit de grève et le droit à la négociation collective font implicitement partie de la Charte canadienne par le biais de la liberté d'association. Mais jusqu'à présent, la Cour suprême n'est pas allée plus loin dans l'intégration des droits du PIDESC, elle n'a pas été en mesure de rattacher d'autres droits des pactes internationaux à la Charte canadienne ou à la Charte québécoise.
Bien qu'il soit exact que le droit au logement n'est nullement inclus de manière explicite dans les Chartes, certain juristes de haut niveau soutiennent qu'il est implicitement protégé. Selon Philippe-André Tessier, président de la Commission des droits de la personne, « ce droit fait implicitement partie du droit à des mesures d’assistance financière et à des mesures sociales susceptibles d’assurer un niveau de vie décent, énoncé à l’article 45 de la Charte québécoise ».

### États-Unis

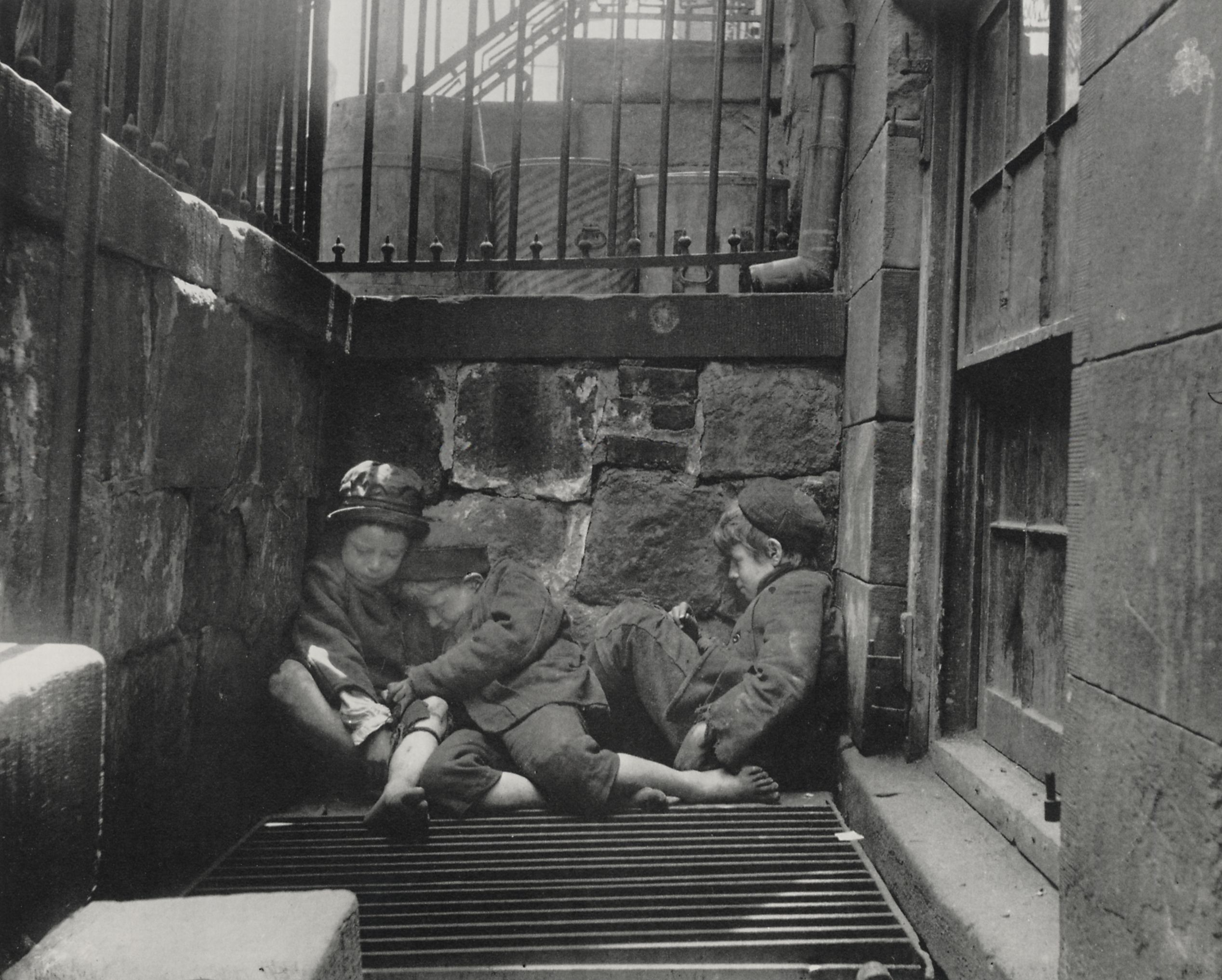
Trois enfants sans abris dormant dans la rue, au début du XXe siècle (New York), photo de Jacob Riis.

Dans ce pays au droit très libéral, la Constitution ne prévoit rien à ce sujet, et aucune juridiction n'a vraiment mis en place un droit au logement, ni même un droit systématique à un abri hormis quelques exceptions. Ce contexte a aggravé les effets de la crise des subprimes en mettant à la rue un grand nombre d'Américains ruinés par les actifs pourris achetés par leurs banques.
Quelques semi-exceptions existent :
- dans le Massachusetts, les familles ont un droit de se loger, mais pas les sans-abri[17].
- dans ville de New York, chacun a théoriquement le droit à un abri d'urgence[18].
- en Californie, les enfants fugueurs ont le droit d'être admis dans des refuges d'urgence sans le consentement des parents[19],[20].

La loi se limite à la notion de logement équitable, en interdisant la discrimination au moment de l'achat ou de la location d'un logement, pour les personnes handicapées ou de couleur par exemple (à revenus ou droits égaux). La loi sur le logement équitable a été votée dans le cadre de la loi sur les droits civiques de 1968 protégeant contre la discrimination, mais elle ne vaut que pour ceux qui peuvent payer. Les autres sont souvent facilement et rapidement expulsés de leur logement qui, s'ils en étaient propriétaires, est alors généralement saisi par les créanciers pour être revendu. Et depuis les années 2010, une tendance nouvelle est le rachat de celles de ces maisons saisies qui sont les mieux placées (du point de vue de la spéculation immobilière) par des fonds vautours et/ou des mégapropriétaires (ex : le groupe Pretium Partners/Progress Residential, Invitation Homes, Starwood Capital Group ou encore  American Homes 4 Rent) qui les mettront en location, en fixant des loyers et des critères en réalité très discriminants. Les logements de qualité deviennent dans les régions recherchées inabordables, et des critères d'attribution très sélectifs dans l'accès à la location éliminent pour plusieurs années la plupart des personnes ayant purgé une peine de prison (fait très courant aux États-Unis), ce qui est source d'accès discriminatoire au logement car les personnes de couleur sont encore statistiquement défavorisées, un phénomène jugé préoccupant par diverses études dans ce pays.
En 2020-2021, en pleine pandémie de Covid-19 aux États-Unis, bien qu'un moratoire ait été décidé par les Centres pour le contrôle et la prévention des maladies (CDC) et le gouvernement, interdisant toute expulsion en période pandémique, alors que les directives de confinement demandaient aux gens de rester chez eux dans toute la mesure du possible, les expulsions de locataires et menaces d'expulsions se poursuivaient, voire augmentaient, de la part des méga-propriétaires, ce qui a pu aussi contribuer à augmenter le nombre des sans-abri et aggraver la pandémie de Covid-19 aux États-Unis.

Fin mars 2021, sur la base de plaintes et de cas documentés par la presse, le Consumer Financial Protection Bureau et la Federal Trade Commission ont annoncé l'ouverture d'une enquête sur les pratiques d'expulsion, en particulier pratiquées par les principaux grands propriétaires multi-États, les services de gestion des expulsions et les sociétés de capital-investissement. Le Congrès enquête aussi sur des viols du moratoire national sur les expulsions en temps de pandémie, et le sénateur Sherrod Brown (D-Ohio), qui préside la Commission sénatoriale des banques, a demandé à Progress Residential d'expliquer pourquoi ses demandes d'expulsion à l'ère de la pandémie semblent avoir pesé davantage sur les communautés à majorité noire (alors que dans l'article 20 du document sur les critères d'éligibilité à la location d'une maison de Progress Résidentiel, ce dernier s'engage « en faveur de l'égalité de logement ; Le propriétaire et ses agents s'engagent à offrir des opportunités de logement égales à tous les candidats à la location, sans distinction de race, de couleur, de religion, d'origine nationale, de sexe, de handicap, de statut familial ou de tout autre statut protégé »).. « Les principaux grands propriétaires de maisons à louer dans plusieurs Etats forcent les gens à quitter leur domicile malgré les interdictions du gouvernement et/ou avant que les locataires ne soient conscients de leurs droits », sachant qu'en outre « beaucoup de locataires parmi les Américains les plus âgés et les personnes de couleur risquant d'être expulsés sont aussi déjà confrontés à des risques accrus de COVID-19 ».

### France

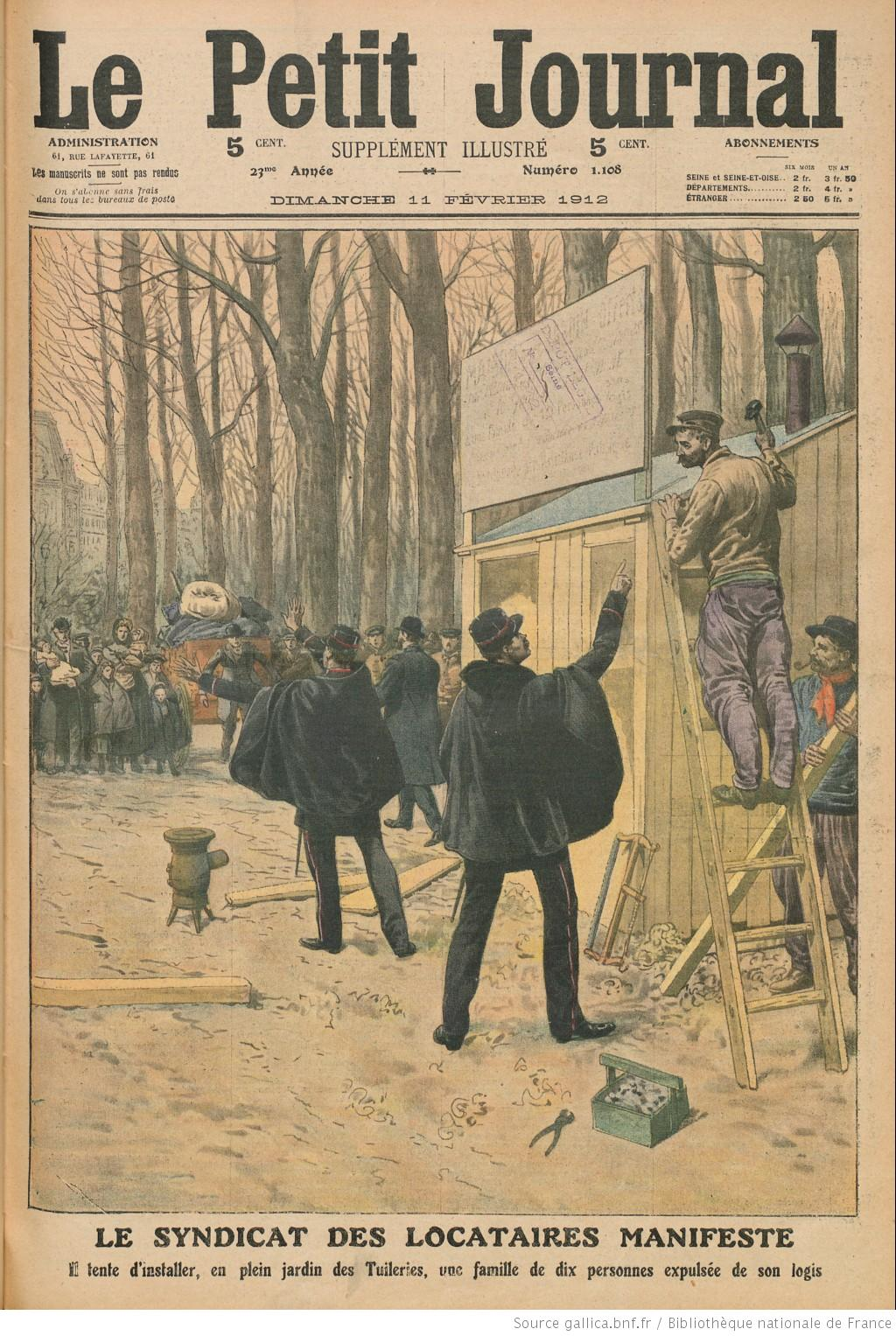
Supplément illustré du Petit Journal, le 11 février 1912.

Le droit au logement est dans le droit en France considéré comme découlant de la rédaction des 10e et 11e alinéas du préambule de la Constitution du 27 octobre 1946, qui fait partie de textes à valeur constitutionnelle :
10. La Nation assure à l'individu et à la famille les conditions nécessaires à leur développement.
11. Elle garantit à tous, notamment à l'enfant, à la mère et aux vieux travailleurs, la protection de la santé, la sécurité matérielle, le repos et les loisirs. Tout être humain qui, en raison de son âge, de son état physique ou mental, de la situation économique, se trouve dans l'incapacité de travailler a le droit d'obtenir de la collectivité des moyens convenables d'existence.
Cité par la loi Quilliot du 22 juin 1982 (« Le droit à l'habitat est un droit fondamental »), puis par la loi Mermaz du 6 juillet 1989, le droit au logement est l'objet principal de la loi du 31 mai 1990 visant à la mise en œuvre du droit au logement, dite loi Besson. Cette loi affirme que « garantir le droit au logement constitue un devoir de solidarité pour l'ensemble de la nation ». Ce droit ne signifie pas que la nation a l'obligation de fournir un logement à toute personne qui en fait la demande, mais qu'elle doit apporter une aide, dans les conditions prévues par ladite loi, aux personnes qui remplissent les conditions pour en bénéficier.
L'abbé Pierre a incarné dans l'après-guerre le début d'un mouvement militant social qui a fini par pousser les pouvoirs publics à adopter la loi instituant le droit au logement opposable (en 2007).
Entre-temps, un « Comité des mal-logés » est apparu en 1986 (utilisant l'occupation de logements HLM comme mode d'action et de communication politique) afin de sortir de l'« exclusion sociale » une partie de la population, en partie issue de l'immigration des années 1970 et du regroupement familial. L’association Droit au logement (DAL) est une scission de ce comité dont certains militants s'investissent dans divers mouvements de défense des sans-papiers et « sans- droits » utilisant les manifestations, occupations de logements vides, des grèves des loyers voire des grèves de la faim pour se faire entendre. Par une décision du 19 janvier 1995, le Conseil constitutionnel a considéré que « la possibilité de disposer d’un logement décent est un objectif à valeur constitutionnelle ». Enfin, la jurisprudence l'a rendu invocable dans certains cas précis, notamment lors d'une demande d'expulsion de gens du voyage dans une commune de plus de 5 000 habitants n'ayant aucun terrain d'accueil.

### Luxembourg
Le Luxembourg s'engage vers le droit au logement, qui garantit la cohésion sociale, à travers une série d'aides au logement qui sont en place.

### Royaume-Uni
Au Royaume-Uni, le Housing Act de 1977 impose aux communes de fournir un logement permanent aux personnes dans le besoin. Toutefois ce droit est soumis à certaines conditions qui en limitent l'application, telles que la démonstration par le demandeur de sa « bonne foi » ou son appartenance à certaines catégories « prioritaires. »
En Écosse, Pour Gavin Corbett, de l'association Shelter Scotland « Tout montre aujourd'hui que priver une partie de la population de logement à cause d'un endettement ou d'un comportement préjudiciable est contre-productif. Et qu'au bout du compte, une telle politique coûte plus cher en services sociaux ou en frais de justice ». Dans cet esprit le Parlement d'Édimbourg avait déjà voté en 1987 un Homelessness Act rendant les SDF prioritaires pour l'attribution de logements sociaux, pour éradiquer le phénomène ; en 1995 le nombre de SDF avait doublé. Cette législation est alors renforcée en 2003, sans les conditions restrictives du Housing Act, accroissant par étape les droits accordés (notamment au détriment des bailleurs) et les aides financières, jusqu'à ce qu'en 2012 le droit au logement devienne opposable devant les tribunaux ; tout Écossais pourra alors obtenir judiciairement un logement permanent des autorités locales.
L'effet a été immédiat : dès 2004, le nombre de demandes de logement au titre de la situation SDF augmentait de 24 % ; en 2005, 1 écossais sur 100 (soit 55 000) voulait se voir reconnu comme SDF, demande admise par l'administration dans 38 000 cas (bien que seulement 350 dormaient effectivement dans la rue).

## Droit viager au logement
Il s'agit du droit légal qu'a un époux sur le logement conjugal quand son conjoint décède afin qu'il puisse continuer à y vivre.